# 特羅普數額
特羅普數額（Droop Quota）是一種用於可轉移單票制及比例代表名單投票制中的最大餘額方法的數額。只要有關候選人或候選名單每取得數額一倍的票數，便能獲分配一個議席。
特羅普數額的計算方法，是將總有效票數除以（議席數目加一）再將結果加一。
{\displaystyle Q={\frac {V}{S+1}}+1}（{\displaystyle Q}代表配额，{\displaystyle V}代表票数，{\displaystyle S}代表席位）
名稱源自其發明者：英國數學家亨利·特羅普。
這是現時南非國會所使用的分配方法。